# ドベライ半島
ドベライ半島（ドベライはんとう、別名：フォーゲルコップ半島、インドネシア語：Kepala Burung、オランダ語：Vogelkop）とは、インドネシアニューギニア島西部を構成する大きな半島である。直訳すると鳥頭半島。

## 地理
半島には80以上の村が点在する。ニューギニア島の北西部の端にあって、半島の周囲の距離は約200-300km。東にチェンデラワシ湾(極楽鳥湾）、南にビントゥニ湾を面する。
地理的に多様で南は海岸平野、3000m級の山が連なるアルファク山脈とアルファク山脈より少し標高が低い、タンラウ山脈が北にある。標高2420mのボン・イラウ山はタンラウ山脈で最も高い山である。半島の南東部はチェンデラワシ湾国立公園に指定されている。

## 動植物
標高1000m以上のところに、熱帯雨林のエコリージョンがあり、面積は約22000km²のうち50%以上が保護地域内である。
少なくとも20の固有種である半島の300以上の鳥種が棲息しており、非常に限定された地域で棲息されている。
アルファクヘキチョウ（Grey-headed mannikin）、チャイロニワシドリ(Vogelkop bowerbird）、フキナガシフウチョウなどが棲息している。
近年の道路建設、違法伐採、商業、農業の拡大により生態系破壊の懸念がある。

## 文化
考古学上、この地の発見は少なくとも約26000年前に遡り、定住されたと考えられている。住民のほとんどが内陸や海岸沿いの村に住んでいる。コプラ、米、トウモロコシ、ピーナッツを栽培し自給自足の生活を送っている。